# 아크 방전

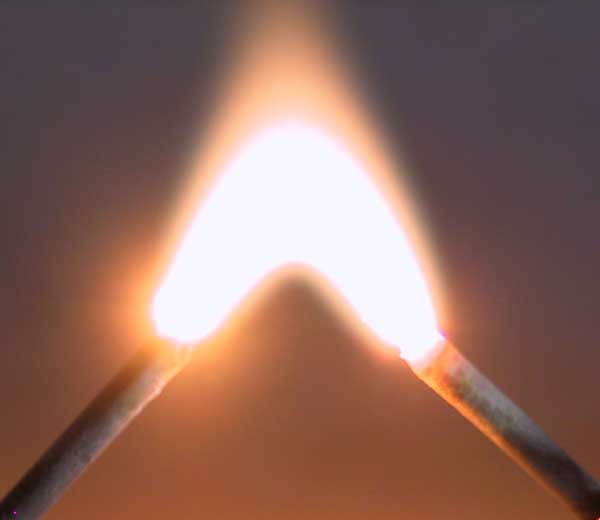
아크 방전 용접상태

아크 방전(electric arc)은 전극에 전위차가 발생하여 전극 사이의 기체에 지속적으로 발생하는 절연 파괴의 일종이다. 아크 방전이 글로 방전 전압보다 낮은 것을 특징으로 하고, 아크를 지지하는 전극으로부터 전자의 열전자 방출에 의존한다. 문구"동 전기 아크 램프"에서 사용된 구식 용어는 동 전기 아크이다.

## 역사

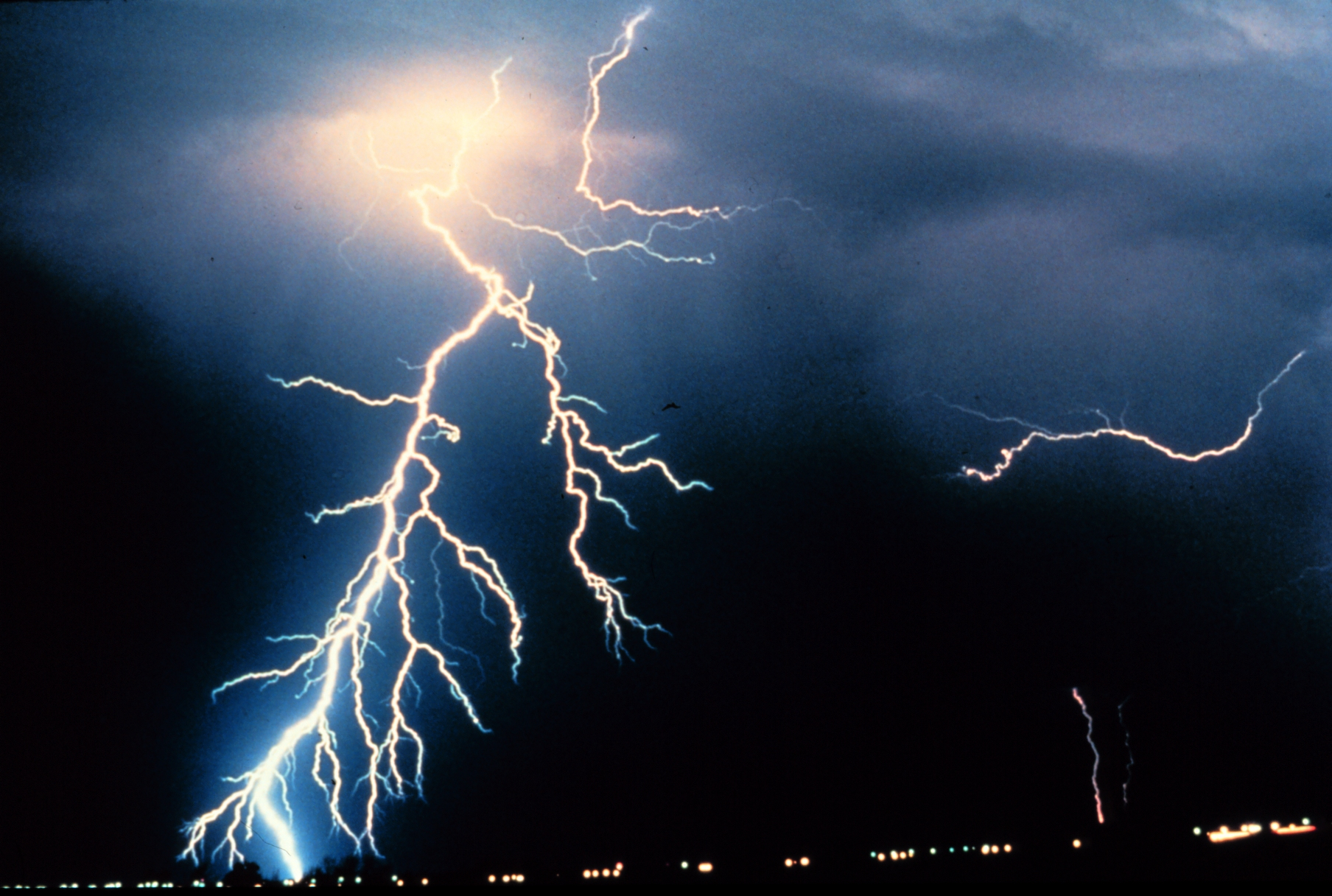

이러한 현상은 자연 철학, 화학, 예술의 윌리엄 니콜슨의 저널이 발표한 1801년 논문에서, 험프리 데이비 경이 설명했다.
같은 해에 데이비는 공개적으로 왕립 학회 전에, 두 감동 탄소 막대를 통해 전류를 전달하고 떨어져서 그들에게 짧은 거리를 당겨 효과를 보여주었다.

## 개요

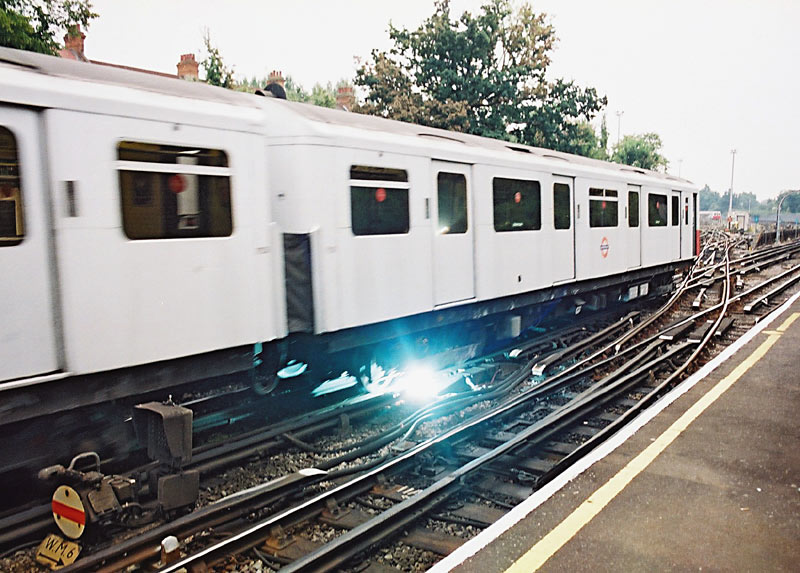

전기 아크는 가장 높은 전류 밀도와 방전의 형태이다. 아크 양쪽 끝의 전압은 그것을 동적 부성 저항 특성을 주는 전류가 증가함에 따라 감소한다. 전극을 통해 전류가 증가함에 따라 두 전극 사이의 아크는 이온화 및 글로우 방전으로 초기화될수 있다. 전극 간극의 내압은 압력 및 전극을 둘러싸는 가스 형태의 함수이다. 아크가 시작되면, 그 단자 전압이 글로우 방전보다 훨씬 덜하며, 전류는 높다. 대기압 근처에서 가스 아크 가시 발광, 높은 전류 밀도 및 높은 온도로 특징된다. 아크는 부분적으로 전자와 양이온 모두 거의 동일한 효과가 온도에 따라 글로우 방전에서 구별된다. 글로우 방전에서, 이온은 전자보다 훨씬 적은 열 에너지가 있다.

## 같이 보기
- 용접
- 진공 아크